# Ada von Treskow
Ada von Tresckow, auch Treskow, verheiratete Pinelli-Rizzutto, Pseudonym Günther von Freiberg (* 31. März 1837 in Dorotheenstadt; † 11. Dezember 1918 in Steglitz) war eine deutsche Schriftstellerin.

## Leben
Von Tresckow war die Tochter von Wilhelmine („Minna“) Luise Antoinette Wagner (1799–1875), einer Berliner Salonnière, die in erster Ehe mit Karl Heinrich von Zielinski verheiratet war. Ihr Vater Adolf Eduard von Tresckow (1805–1865) war Offizier, später Diplomat (Legationsrat) und selbst schriftstellerisch tätig. Die Eltern förderten das dichterische Talent der Tochter.
Pataky gibt an, dass ihre ersten Gedichte 1860 im „Grazer Friedhof-Album“ publiziert wurden. Über fast zehn Jahre unterhielt sie eine (später veröffentlichte) briefliche Korrespondenz mit Hermann von Pückler-Muskau. Sie soll „höchste Anregung“ auch von Adolf Friedrich von Schack, Georg von Preußen sowie Karl Frenzel erfahren haben.
Sie übersiedelte 1865 nach Italien und heiratete 1866 den Direktionschef des italienischen Justizministeriums Giuseppe Pinelli(-Rizzutto), von dem sie seit 1881 getrennt lebte. Ein Sohn aus dieser Ehe, der Jurist, Fechtsportler und spätere Landwirt Manfredo von Pinelli, heiratete 1905/06 in Rom Paula Gertrud l’Arronge, die Tochter des Theaterdirektors und Kapellmeisters Adolph L’Arronge. Das Ehepaar ließ sich in der von Giuseppe Pinelli erworbenen Tenuta Cervaro in Cervara di Roma nieder, wo sich Manfredo von Pinelli als Landwirt versuchte und ein Haus errichtete. Hier wurde 1912 der Sohn des Ehepaars, Ada von Tresckows Enkel geboren, Manfred Aldo Pinelli d. J., der unter dem Namen Aldo von Pinelli Schlagertexte und Drehbücher schrieb. Im Oktober 1920 verstarb Adas Sohn Manfredo von Pinelli in Berlin.
Nach der Trennung lebte sie als Gesellschafterin in Venedig, wo sie auch Richard Wagner kennenlernte, ab 1886 in Wien, später wieder in Berlin.
Im September 1909 erlitt sie in Berlin einen schweren Unfall mit einem Automobil.
Von Tresckow veröffentlichte Gedichte, Novellen, Romane und Dramen.

## Werke
- Aquarelle. Novellen. Dürr, Leipzig 1860.[9]
- Fiamma. Roman. 2 Bände. Dürr, Leipzig 1869.[9]
- Günther von Freiberg: Hildebrandt und Schirmer. Duncker, Berlin 1871.[9]
- Die Perle von Palermo. Janke, Berlin 1872. 1. Band, 2. Band
- Aus dem Süden. Novellen. Paetel, Berlin 1873.[10]
- Don Diego. Drama. 1873.[9]
- E. M. Vacano-Freiberg: König Phantasus. Roman eines Unglücklichen. J. Bensheimer, Mannheim 1886. Neuausgabe: Emil Mario Vacano / Günther von Freiberg: König Phantasus. Roman eines Unglücklichen. Mit einem Textanhang und einem Nachwort von Wolfram Setz. Männerschwarm, Hamburg 2014. ISBN 978-3-86300-068-4
- Dijon-Rosen. Gedichte. Konegen, Wien 1888.[11]
- Puderwolken. Eckstein, Berlin 1890.[9]
- Don Juan de Maraña. Monodrama. Mutze, Leipzig 1894.[9]
- Geschichten aus dem Welschland. Eckstein, Berlin 1895.[9]
- Thorwaldsen's Liebe. Eckstein, Berlin 1895.[12]
- Kinder der Flamme. Litt. Anstalt, Leipzig 1896.[9]
- Blonde Teufel. Roman. Eckstein, Berlin 1901.[9]
- Timandra von Korinth. Dramatisches Gedicht in 1 Aufzug. Fischer, Berlin 1911.[9]
- Liebesbriefe eines alten Kavaliers. Briefwechsel des Fürsten Pückler mit Ada von Treskow. Metzner, Berlin 1938.[13]
- Gabriele Seitz (Hrsg.): Geliebter Pascha! Feurigste Gnomin! Hermann Fürst v. Pückler und Ada v. Treskow in ihren Liebesbriefen. Artemis, Zürich 1986.

## Genealogie
- Gothaisches Genealogisches Taschenbuch der Adeligen Häuser. Der in Deutschland eingeborene Adel (Uradel). 1904. 5. Jahrgang, Justus Perthes, Gotha, 2. November 1903, S. 825.